# Nur ein Wort
Nur ein Wort ist ein Lied der deutschen Pop-Rock-Band Wir sind Helden. Das Lied erschien im Mai 2005 als zweite Singleauskopplung ihres Albums Von hier an blind.

## Entstehung und Veröffentlichung
Geschrieben wurde das Lied gemeinsam von den Wir-sind-Helden-Mitgliedern Judith Holofernes, Pola Roy, Mark Tavassol und Jean-Michel Tourette. Während alle Autoren für die Komposition zuständig zeichneten, entstammt der Text lediglich von Holofernes. Für die Produktion zeichnete Patrik Majer verantwortlich.
Die Erstveröffentlichung von Nur ein Wort erfolgte am 1. April 2005 als Teil von Von hier an blind bei Reklamation Records (Katalognummer: 872681 0), dem zweiten Studioalbum von Wir sind Helden. Am 17. Mai 2005 erschien das Lied als zweite Singleauskopplung aus dem Album. Diese erschien als CD-Maxi-Single mit drei verschiedenen Versionen des Liedes, zwei Remixen zu Gekommen um zu bleiben und einer Liveversion zu Halt Dich an Deiner Liebe fest, die im Jahr 2003 in Berliner Columbiahalle aufgenommen wurde. Als Bonus beinhaltet die Single zudem einen „Bilderreigen“ (Katalognummer: 872681 0).
Im Juni 2006 erschien das Lied zudem als Teil des Soundtracks zu Französisch für Anfänger (Katalognummer: Königskind 82592). Weiterhin wird es seit 2008 als Titelsong der Talkshow Markus Lanz verwendet. Am 21. März 2025 erschien eine Neuauflage von Nur ein Wort, zusammen mit dem deutschen Filmschauspieler Noah Kraus. Diese erschien als digitaler Einzeltrack zum Download und Streaming.
Single-Titelliste (Katalognummer: 872681 0)
1. Nur ein Wort – 3:56
2. Halt dich an deiner Liebe fest (Live) – 4:15
3. Gekommen um zu bleiben (Moonbootica Remix) – 5:44
4. Nur ein Wort (Demo 2001) – 3:07
5. Nur ein Wort (Demo 2004) – 3:13
6. Abendbrot Remix (Gekommen um zu essen) – 1:09

## Inhalt
Der Text handelt von einer Person mit Liebeskummer, die auf die Erwiderung ihrer Liebe hofft.

## Musikvideo
Bei dem zu Nur ein Wort gedrehten Musikvideo der Filmlounge GmbH führten Peter Göltenboth und Florian Giefer Regie. Es ist angelehnt an ein früheres Werk von Bob Dylan, den Subterranean Homesick Blues. Gedreht wurde es als One-Shot-Video. Bei der Verleihung des VIVA Comet 2005 war das Musikvideo als Bestes Video nominiert. Bis Februar 2025 zählte das Musikvideo über 20 Millionen Aufrufe auf der Videoplattform YouTube.

## Kommerzieller Erfolg

### Chartplatzierungen
Nur ein Wort stieg am 30. Mai 2005 auf Platz 36 in die deutschen Singlecharts ein und erreichte am 4. Juli mit Rang 28 die beste Platzierung. Insgesamt hielt sich das Lied damals 23 Wochen lang in den Top 100. Damit ist Nur ein Wort das Lied mit der längsten Verweildauer in den deutschen Charts von Wir sind Helden. Ende Januar 2025 stieg die Single erstmals seit Oktober 2005 wieder in die deutschen Singlecharts ein und erreichte in der folgenden Woche Platz 61. Am 28. März 2025 stieg zudem die Neuauflage mit Noah Kraus auf Rang 31 der Charts ein. In dieser Chartwoche platzierten sich beide Versionen parallel in den Charts.
In Österreich belegte die Single in der Spitze Rang 13 und konnte sich insgesamt 25 Wochen in den Charts halten, hier konnte sich ebenfalls keine Single der Band länger in den Charts platzieren. Die Neuauflage erreichte im April 2025 Rang 26 der Charts.
| ChartsChartplatzierungen | Höchstplatzierung | Wochen |
| ------------------------ | ----------------- | ------ |
| Deutschland (GfK)        | 28 (36 Wo.)       | 36     |
| Österreich (Ö3)          | 13 (33 Wo.)       | 33     |

| ChartsChartplatzierungen | Höchstplatzierung | Wochen |
| ------------------------ | ----------------- | ------ |
| Deutschland (GfK)        | 20 (14 Wo.)       | 14     |
| Österreich (Ö3)          | 22 (… Wo.)        | …      |

### Auszeichnungen für Musikverkäufe
| Land/Region        | Auszeichnungen für Musikverkäufe (Land/Region, Auszeichnung, Verkäufe) | Verkäufe |
| ------------------ | ---------------------------------------------------------------------- | -------- |
| Deutschland (BVMI) | Platin                                                                 | 300.000  |
| Insgesamt          | 1× Platin ·                                                            | 300.000  |

## Coverversionen
- 2007: J.B.O. (Oaaargh!)[15]
- 2009: Dennis & Jesko (Nur ein Ork)[16]
- 2018: Mary Roos[17]
- 2020: Francesco Wilking & Crucchi Gang (Solo una parola)[18]
- 2021: Anstandslos & Durchgeknallt[19][20]
- 2022: Rowli & Hank
- 2024: Sonos Cliq & Drunken Masters